# تاريخ فيتنام منذ 1945
بعد الحرب العالمية الثانية وانهيار مَلكية فيتنام، حاولت فرنسا إعادة توطيد حكمها الاستعماري، لكنها في النهاية غُلبت في الحرب الهندية الصينية الأولى. قسّمت اتفاقيات جنيف في عام 1954 البلد قسمَين تقسيمًا مؤقتًا، مع تعهد بانتخابات ديمقراطية في عام 1956 لتوحيد البلد. أصرت الولايات المتحدة وفيتنام الجنوبية أن تشرف الأمم المتحدة على أي انتخابات منعًا للتزوير، لكن رفض الاتحاد السوڤييتي وفيتنام الشمالية ذلك الطلب. فظل الشمال والجنوب على انفصالهما حتى انتهت حرب فيتنام بسقوط سايغون في عام 1975.
بعد الاتحاد من جديد في عام 1975، واجهت فيتنام المتحدة صعوبات عديدة، منها القمع الداخلي والانعزال عن المجتمع الدولي بسبب الحرب الباردة والغزو الفيتنامي لكمبوديا والحظر الاقتصادي الأمريكي. في عام 1986 غيّر الحزب الشيوعي الفيتنامي سياسته الاقتصادية، وبدأ سلسلة إصلاحات في القطاع الخاص والاقتصاد، من خلال ما يُدعى «دوي موي» (بالإنجليزية: Renovation، أي التجديد)، وهي حركة سياسة قادها رئيس الوزراء فو فان كيت. في المؤتمر الوطني السادس للحزب الشيوعي الفيتنامي، ألغى البلد نظامه الاقتصادي المخطَّط، ميلًا إلى نظام سوقيّ التوجه. بعد إصلاحات منتصف ثمانينيات القرن العشرين تمتعت فيتنام بنمو اقتصادي ممتاز.

## ميلاد الجمهورية (1945)
احتلت اليابان فيتنام في الحرب العالمية الثانية، لكنها أتاحت لفرنسا البقاء وممارسة بعض النفوذ. في نهاية الحرب في أغسطس عام 1945 نشأ فراغ سلطة في فيتنام. استغلالًا لهذا، شن اتحاد فيت مين «ثورة أغسطس» في البلد كله للاستيلاء على مكاتب الحكومة. تنحى الإمبراطور باو داي في 25 أغسطس عام 1945، فكانت نهاية أسرة نجوين. في 2 سبتمبر عام 1945 أعلن هو تشي منه (زعيم منظمة فيت مين) بساحة با دِنه استقلال فيتنام باسم «جمهورية فيتنام الديمقراطية»، في خطاب استشهد فيه بإعلان الاستقلال الأمريكي وإعلان حقوق الإنسان والمواطن بالثورة الفرنسية. أرسل هو عدة خطابات إلى الحكومة الأمريكية يطلب منها الاعتراف بحكومته لفيتنام، ويعرض عليها صداقته، لكن لم يجد لأي من خطاباته ردًّا.

## الشمال الشيوعي والجنوب الرأسمالي (1945–1975)

### الحرب الهندية الصينية (1945–1954)
أرسل اللورد لويس ماونتباطن (القائد البريطاني في جنوب شرق آسيا) 20 ألف جندي من الفرقة الهندية العشرين لاحتلال سايغون، بقيادة الجنرال دوغلاس جريسي الذي نزل جنوب فيتنام في 6 سبتمبر عام 1945، فنزع من اليابانيين أسلحتهم وأعاد النظام. اضطُروا إلى إعادة تسليح أسرى الحرب اليابانيين المعروفين بـ«قوة غريملين» لحفظ النظام ريثما يصل مزيد من القوات. بدأ البريطانيون ينسحبون في ديسمبر عام 1945، لكن لم يتم الانسحاب إلا في يونيو من العام اللاحق. قُتل آخر جندي بريطاني في فيتنام في يونيو عام 1946. إجمالًا لقي 40 بريطاني وهندي مصرعه، وأُصيب أكثر من مئة، وبلغ عدد الضحايا الفيتناميين 600. خلفتهم قوات فرنسا، محاوِلة إعادة توطيد حكمها. في الشمال اقتحم جيش الكومينتانغ، التابع لشيانغ كاي شيك، فيتنام من ناحية الصين، وكان هذا أيضًا لنزع الأسلحة من اليابانيين، وتبعته قوات أحزاب فيتنامية غير شيوعية، مثل الحزب القومي الفيتنامي (بالفيتنامية: Việt Nam Quốc Dân Đảng) والتحالف الثوري الفيتنامي (بالفيتنامية: Việt Nam Cách Mạng Đồng Minh Hội) في يناير عام 1946 جرى في فيتنام أول انتخابات للجمعية الوطنية (وقد فاز بها فيت مين في وسط فيتنام وشمالها)، التي صاغت أول دستور بالفعل، لكن الوضع كان لا يزال مضطربًا: حاول الفرنسيون استعادة نفوذهم بالقوة، وشكل بعض السياسيين الكويناميين حكومة انفصالية لجمهورية كوينام (Nam Kỳ Quốc)، وكانت القوات الشيوعية تواجه القوات غير الشيوعية في نزاعات متفرقة. استأصل الستالينيّون التروتسكيين. وشكلت جماعات مقاوِمة وطوائف دينية –مثل الكاودائية والهُواهاوية– ميليشياتها الخاصة. بموجب اتفاق فرنسا والجمهورية الديمقراطية الفيتنامية في 6 مارس عام 1946:
- اعترفت الحكومة الفرنسي بالجمهورية الفيتنامية بوصفها دولة حرة لها حكومتها وبرلمانها وجيشها وماليّتها، وأنها جزء من الاتحاد الهندي الصيني والاتحاد الفرنسي. أما فيما يخص إعادة توحيد المناطق الأناميتية الثلاث، كوينام وأنام وتُنكين، فتعهدت الحكومة الفرنسية باعتماد القرارات التي يتخذها المشاركون في الاستفتاء.